# Ян Непомуцький
Святи́й Я́н Непому́цький (чеськ. Jan Nepomucký, бл. 1340, Непомук, Чехія — 20 березня 1393, Прага) — чеський католицький святий, мученик, священник — генеральний вікарій Празького архієпископства, публічний нотаріус.
Найпопулярніший святий у Чехії.

## Біографія

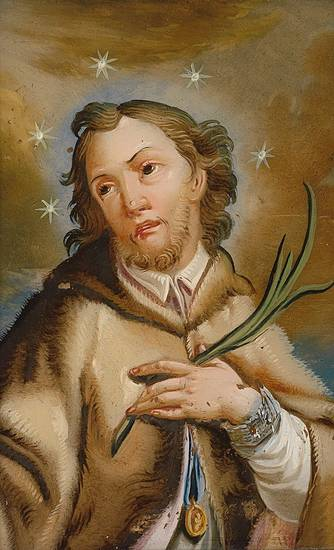
Зображення Св. Яна Непомуцького на склі. Аугсбург (кін. XVIII ст.)

Ян, син Вельфина, народився в 1340 році в селі Непомук, яке належало довколишньому цістерціанському монастиреві під Зеленою горою. Тепер, на місці будинку, де народився Ян Непомуцький, стоїть церква в стилі бароко.
У 1370 році він став нотаріусом празького архієпископа. 1380 року, коли він, ймовірно, закінчив теологічне навчання і був висвячений на священика, став ченцем і отримав високу посаду вівтарника в соборі св. Віта. У тому ж році вступив на наступну важливу посаду парафіяльного священика у церкві св. Гавела в Старому місті Праги і розпочав правове навчання у Карловому університеті, що знаходиться в сусідстві. Вже в 1381 році він проголошений бакалавром права. Незабаром він передав своєму заступникові парафію і продовжив навчання в Падуанському університеті, третьому найстарішому університеті Італії. З 1389 року Ян вже був генеральним вікарієм — другою людиною архієпископства, його представником, особливо в правових питаннях.
У 1393 році за наказом Вацлава IV були схоплені і кинуті до в'язниці Ян Непомуцький і два інші священики. Незабаром товариші Яна були відпущені. 20 березня 1393 року Ян помер під час тортур в Староміському суді (нині будинок № 12 на розі вулиць Rytířské та Na Můstku) і його тіло кинули в мішку до річки Влтави.

## Версії загибелі
Існує декілька версій смерті Яна.

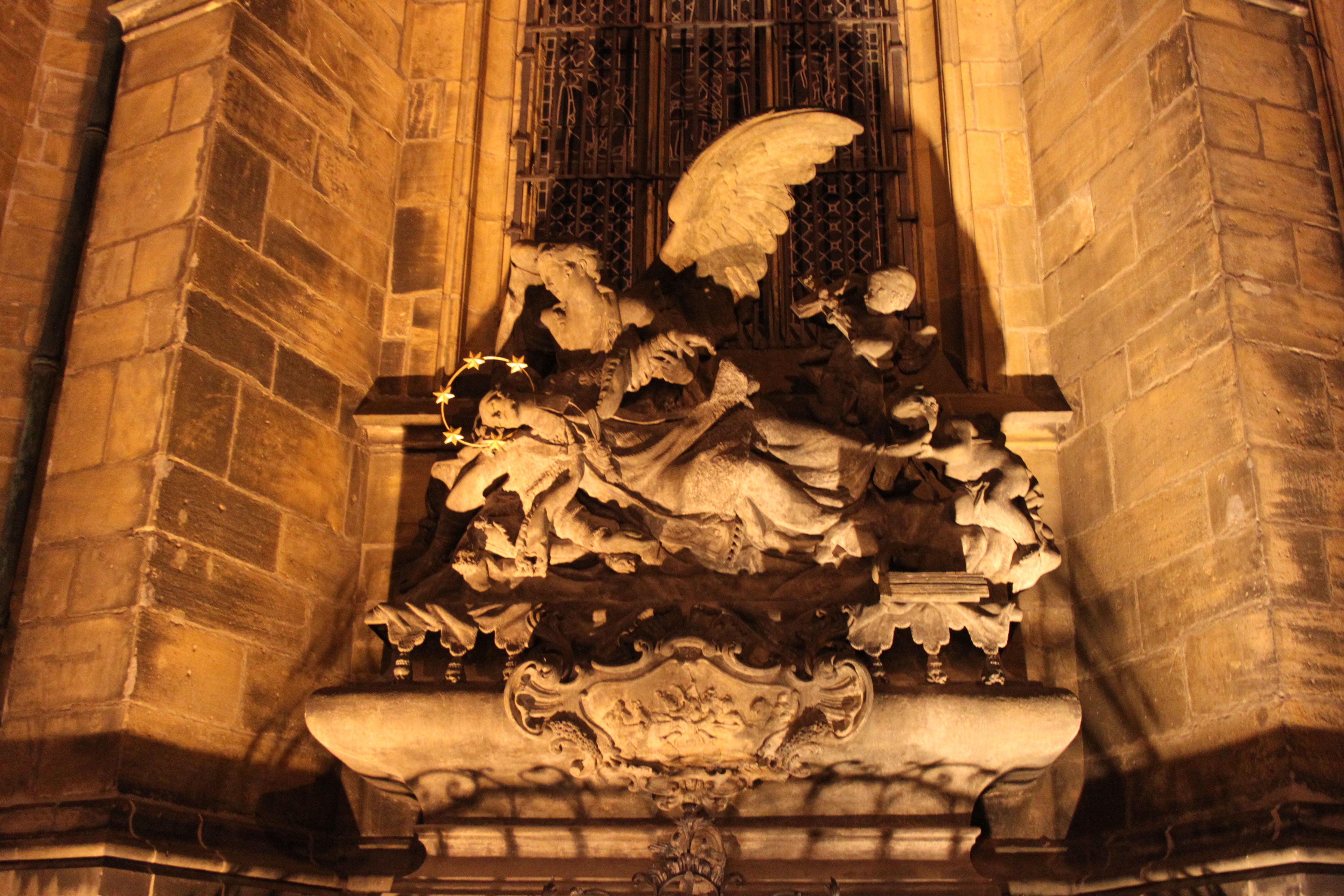
Смерть святого Яна Непомуцького. Собор Святого Віта, Прага

Головною з них був конфлікт світської і церковної влади, через який виникла ворожнеча між королем Вацлавом IV і архієпископом Єнштейном. Для короля було дуже важливо мати вплив на призначення єпископів і інших високих церковних чинів. 1393 року ці суперечки загострилися у зв'язку з вибором нового абата в Кладрубах. Історичні джерела стверджують, що Ян помер, тому що підтвердив вибір абата, а також тому, що був чиновником празького архієпископа Єнштейн, заклятого ворога короля.
Інші джерела вважають, що Ян дозволив собі критикувати короля.
Третьою причиною вважається відмова Яна видати таємницю сповіді королеви Жофії. Деякі дослідники вважають це легендою, що з'явилася значно пізніше смерті Яна Непомуцького — у другій половині XV століття.
Важко сказати однозначно, що стало підставою для трагічної кончини святого, але багато що говорить на користь дотримання таїнства сповіді, яке призвело Вацлава IV в шалену лють. Цим же пояснюється небувала активність короля в камері тортур, адже він особисто обпікав святого факелом, щоб отримати інформацію. Для остаточного позбавлення від замученого тіла святого, він наказав скинути його ввечері з мосту у Влтаву. 17 квітня річка повернула його тіло, яке знайшли на березі ченці (cyriak) і поховали в своєму монастирі, а пізніше прах святого було перенесено до собору Св. Віта.
За легендою, коли тіло Яна занурилося у Влтаву, з води показалися 5 зірок — атрибут німба святого, які можна бачити на скульптурі Яна Непомуцького на Карловому мосту. З ім'ям Яна Непомуцького пов'язано багато легенд, особливо про те, що йому вирізали язика. Під час ексгумації тіла була виявлена м'яка тканина, яку прийняли за язик, що дивом зберігся, але при вивченні останків святого в XX столітті було встановлено, що ця реліквія безперечно органічного походження, але складалася не з м'язів, а, ймовірніше, з тканини мозку. Це відкриття ніяк не відбилося на легенді про святого Яна Непомуцького, яка живе в серцях людей своїм життям, незалежним від його історичного прообразу.
Зараз святий похований у соборі св. Віта на Празькому граді. Про його срібний надгробок теж існують легенди.

## Канонізація
Шанування Яна чеськими католиками як святого і мученика почалося ще в XV столітті. Друга половина XVII століття є періодом значного піднесення св. Яна Непомуцького. У цей час з'явилася біографія св. Яна Непомуцького на латині від каноника Ігнатія Длуговецького (1668), а також від єзуїта Богуслава Балбіна (1680), яка була надрукована у Антверпенському виданні Діянь Святих. 1683 року на Карловом мосту Праги був споруджений пам'ятник Яну Непомуцькому роботи Яна Брокоффа. 1708 року в Градец-Кралові заснований перший костел присвячений св. Яну Непомуцькому. Вже в 1639 в Непомуках на місці народження св. Яну Непомуцького був закладений храм, присвячений Іоанну Хрестителю.
До лику святих він був зарахований в 1729 році під час окатоличення Чехії. Деякі вважають, що це було зроблено на противагу Яну Гусу.
Ян Непомуцький вважається небесним покровителем сповідників, а також покровителем Праги і всієї Чехії. Католицька церква вшановує його пам'ять 16 травня.
У Чехії багато храмів, освячених на його честь, у кожному місті є його скульптурні зображення.
Багато його скульптур, поміщені на мостах у Чехії та інших країнах, є проявом великої пошани до святого.

## Янська площа в Празі
Янська площа в Празі отримала свою назву в пам'ять про св. Яна Непомуцького. На це місце в 1393 році припливло по Влтаві мертве тіло святого, тут його було виловлено і тимчасово поховано в костелі св. Хреста Великого.
На площі колись стояла скульптура роботи Фердинанда Максиміліана Брокофа — Ян Непомуцький дає милостиню. Спочатку статуя перебувала поблизу Староміського костелу св. Мікулаша, а в 1828 році була перенесена на Янську площу. Через неповних 100 років була переміщена до костелу св. Духу, де стоїть і зараз.
Пізніше на цьому місці побудували площу перед Чеховим мостом.

## Атрибути Яна Непомуцького
1. 5 зірок — золотих або сяючих, п'ятикутних розташовані зазвичай на місці німба. Зірки є тільки в Діви Марії (12) і св. Яна Непомуцького. Вони з'явилися на місці, де потонуло тіло Яна Непомуцького. Також вони означають слово «tacui» — «я мовчав», також нагадують 5 ран Христових.
2. Язик — символ мовчання, збереження таємниці сповіді — рожевий, вістрям вгору (зараз не так очевидний, відповідний артефакт).
3. Міст — над лежачим тілом, або схематично зображено на постаменті, в картуші, може бути з водою.
4. Пальма — знак святих або мучеників, або переможців (мучеництвом досяг перемоги). У Яна Непомуцького часто позолочена. Мовчання — зображується пальцем на вустах, висячим замком, ключем або зв'язкою ключів, рибою.
5. Хрест, часто з тілом Христа — символ християнської віри. Якщо притиснутий до грудей — означає сильну віру, якщо у піднятій руці — поширення віри. Весь хрест або тільки тіло Христа часто бувають позолочені. Хрест без тіла Христа — символ страждань, мук.
6. Вода — на згадку про утоплення — може бути у вигляді хвиль (з мостом і без мосту), риби (символом води, мовчання, самого Христа), черепашки, посуду з усіма пов'язаними з водою, зрідка — у вигляді бога води.
7. Книга — загальний символ Писання і освіченості. Якщо книга зустрічається біля пам'ятника Яну Непомуцького, то зазвичай лежить в ногах, прямо на ній він стоїть однією ногою (не неповага, а як опора).
8. Бідняк, прохач — вказує на щедрість Яна; частіше розміщується біля ніг Яна, сидить, в простягнуті руки отримує милостиню. Палладіум староболеславський — на згадку про паломництво Яна Непомуцького до Старого Болеславу. Облачення священика — каноніка — для Яна Непомуцького дуже типове.
9. Сутана — спіднє літургійне облачення чорного кольору, що досягає щиколотки, з стоячим коміром, попереду застібається на ґудзики — чорна у священиків, бузкова у єпископів, червона у кардинала, біла — у Папи.
10. Берет — покриває голову, знак певної організації, чорний квадратний — у священика.
11. Альба — довга біла сорочка, символ тіла, присвяченого чистоті («Обіли мене, О Господи, й очисть моє серце, щоб, вибілений у крові Агнця, міг я заслужити нагороду вічну»)
12. Рочета — укорочена альба, що досягає колін.

## Чесноти Св. Яна Непомуцького
Для персоніфікації чесноти на первинному надгробку св. Яна Непомуцького:
1. Надія — якір, яких зберігає життя в плаванні по бурхливому морю, і голубка, яку Ной випустив з ковчегу, і вона повернулася з пальмовою гілкою
2. Звитяга або сила, Душевна сила — охоплена бронею з левовою шкурою через плече, з шоломом на голові, тримає колону (її частину)
3. Мовчання — палець на устах, в правій руці висячий замок
4. Віра — фігура з хрестом у руці і піднятою у правій руці облаткою
5. Любов — третя з головних християнських чеснот. Ян Непомуцький допомагав бідним, сиротам. Зображена у вигляді напіводягнене фігури, що годує грудьми дитину; ще позначається серцем
6. Страх перед Богом або Покора — фігура з закритою схиленою головою.
7. Справедливість — фігура, що спирається на щит з вагами
8. Мудрість Божа — фігура з відкритою книгою (Біблією) і палаючим смолоскипом

## Вшанування
- Покровитель села Завалів, що на Тернопільщині.
- Статуя недалеко від костелу Св. Миколая (нині Покровська церква, Львів, 1796[8]),[9] знищена совєтами після закінчення Другої світової війни[10]
- Статуя біля костелу святого Йосипа, Підгірці[11]
- Частково пам'ятник святому зберігся, зокрема, у Бучачі, відновлений 2007 року.
- Пам'ятник на площі перед костелом Святої Анни, Львів, 1810, зник одразу після Другої світової війни.[12]
- Вівтар у костелі Внебовзяття Пресвятої Діви Марії, Наварія.
- Львівська обл. Буський р-н. с. Кути Ян Непомуцький.
- Волинська область, Любомльський р-н, м. Любомль, капличка у формі мурованого стовпа[13]
- Рівненська область, м. Дубно, Костел Святого Яна Непомука і скульптура Святого біля нього.

- село Суходіл, Львівська область.
- Католицькі парафії Св. Яна Непомуцького існували у XVIII - XIX ст. в таких населених пунктах Правобережної України: м-ко Білилівка (Бердичівський пов. Київської губ.); м-ко Заміхів (Ушицький пов. Подільської губ.); м-ко Куна (Гайсинський пов. Подільської губ.); м-ко Пулини (Житомирський пов. Волинської губ.); с. Розважів (Радомишльський пов. Київської губ.).
- Храм Св. Станіслава Єпископа та Мученика м. Балта (Одеська обл.)

## Галерея

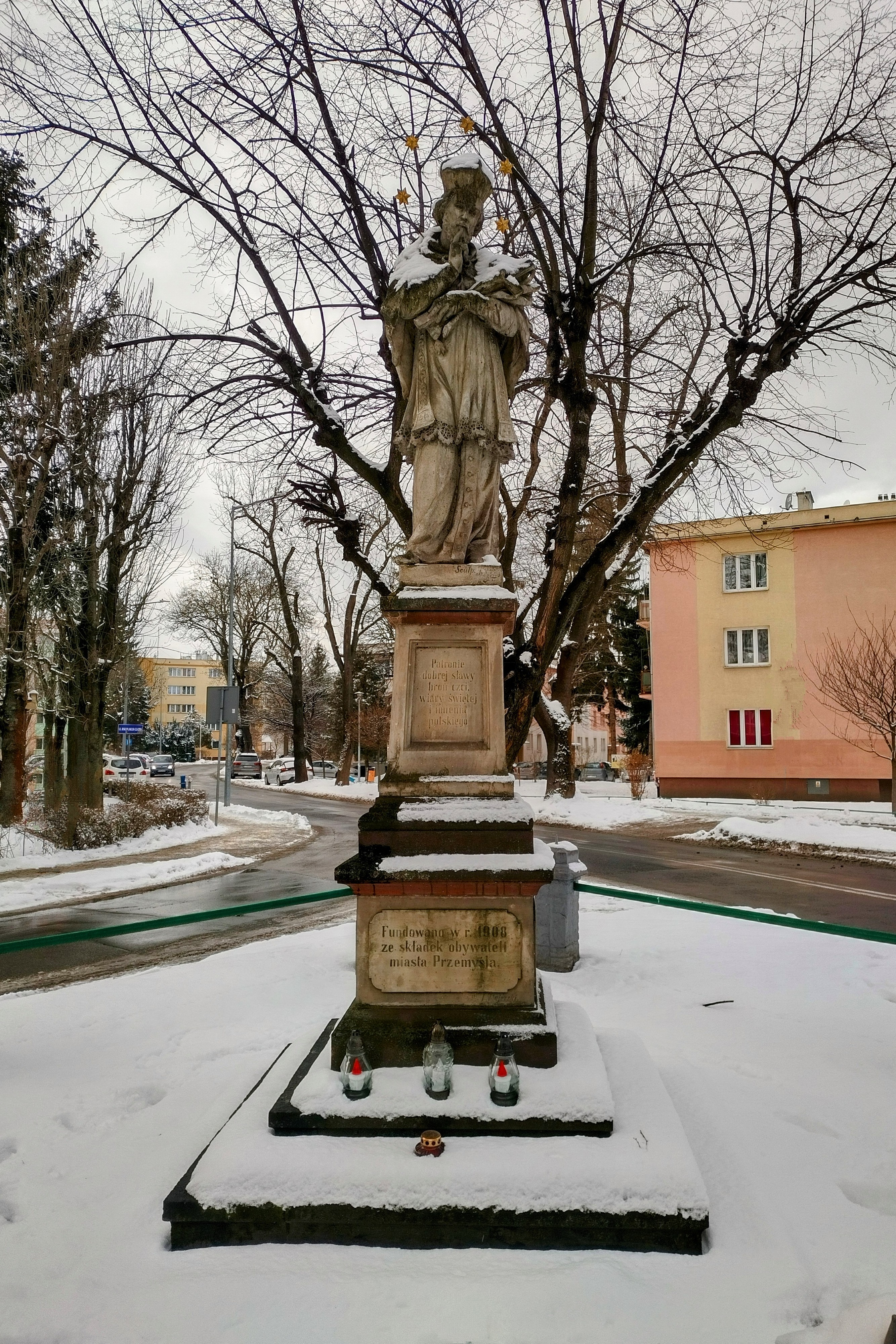
Перемишль, на розі вул. Св. Яна Непомуцького та єп. Якуба Глазера
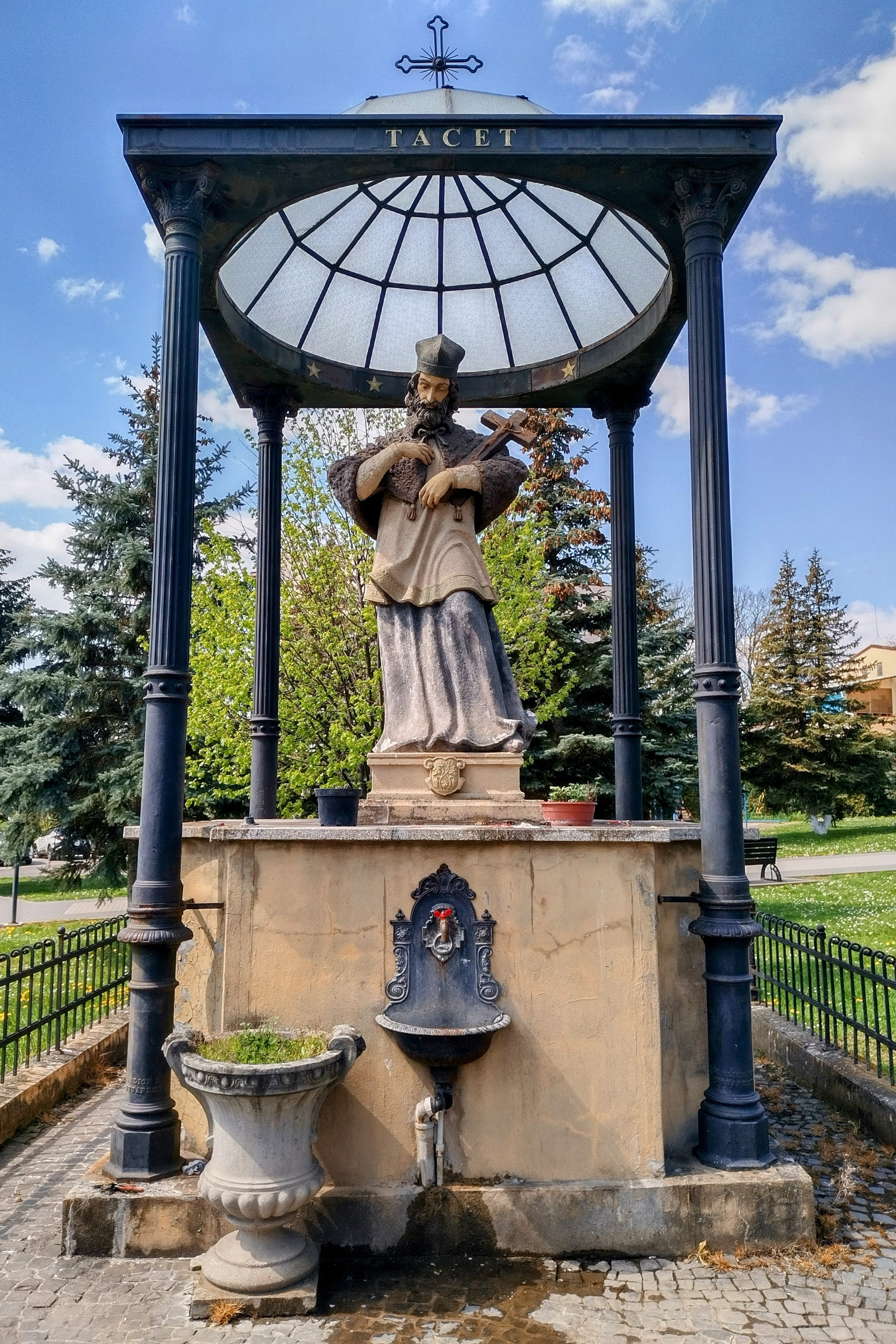
Ужгород, біля входу в Кальварію
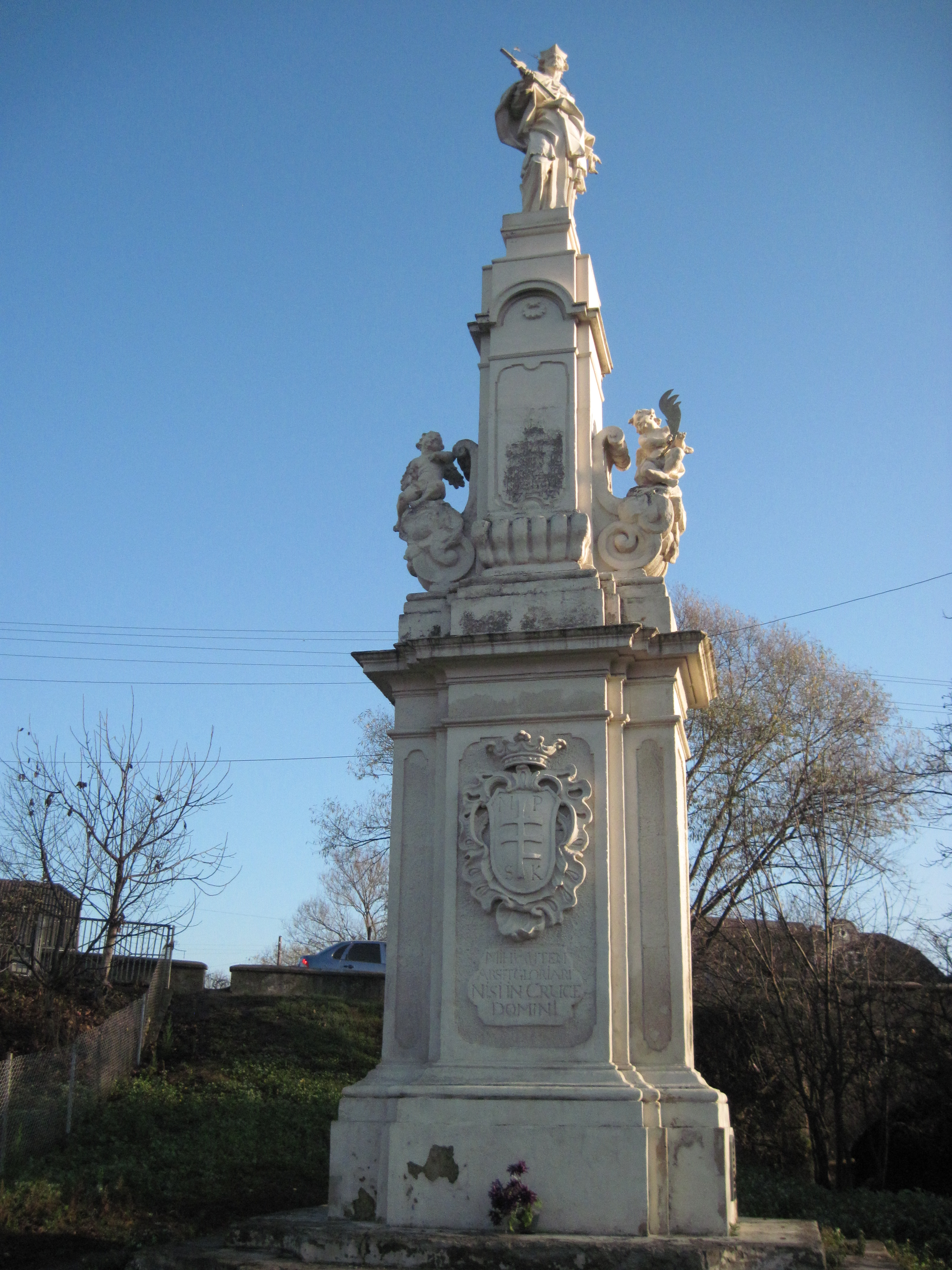
Бучач. Скульптор Йоган Георг Пінзель
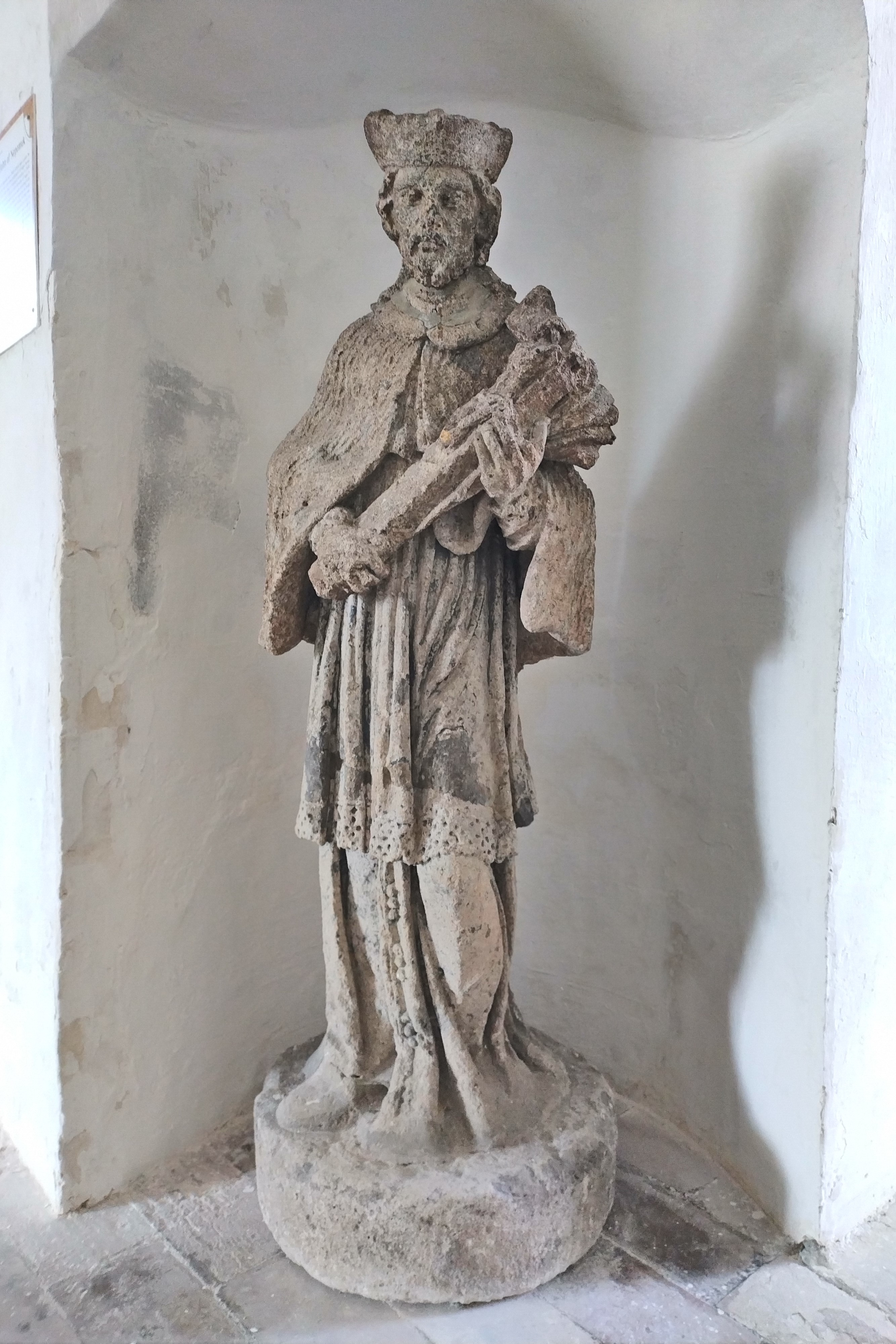
Мукачево, Замок Паланок
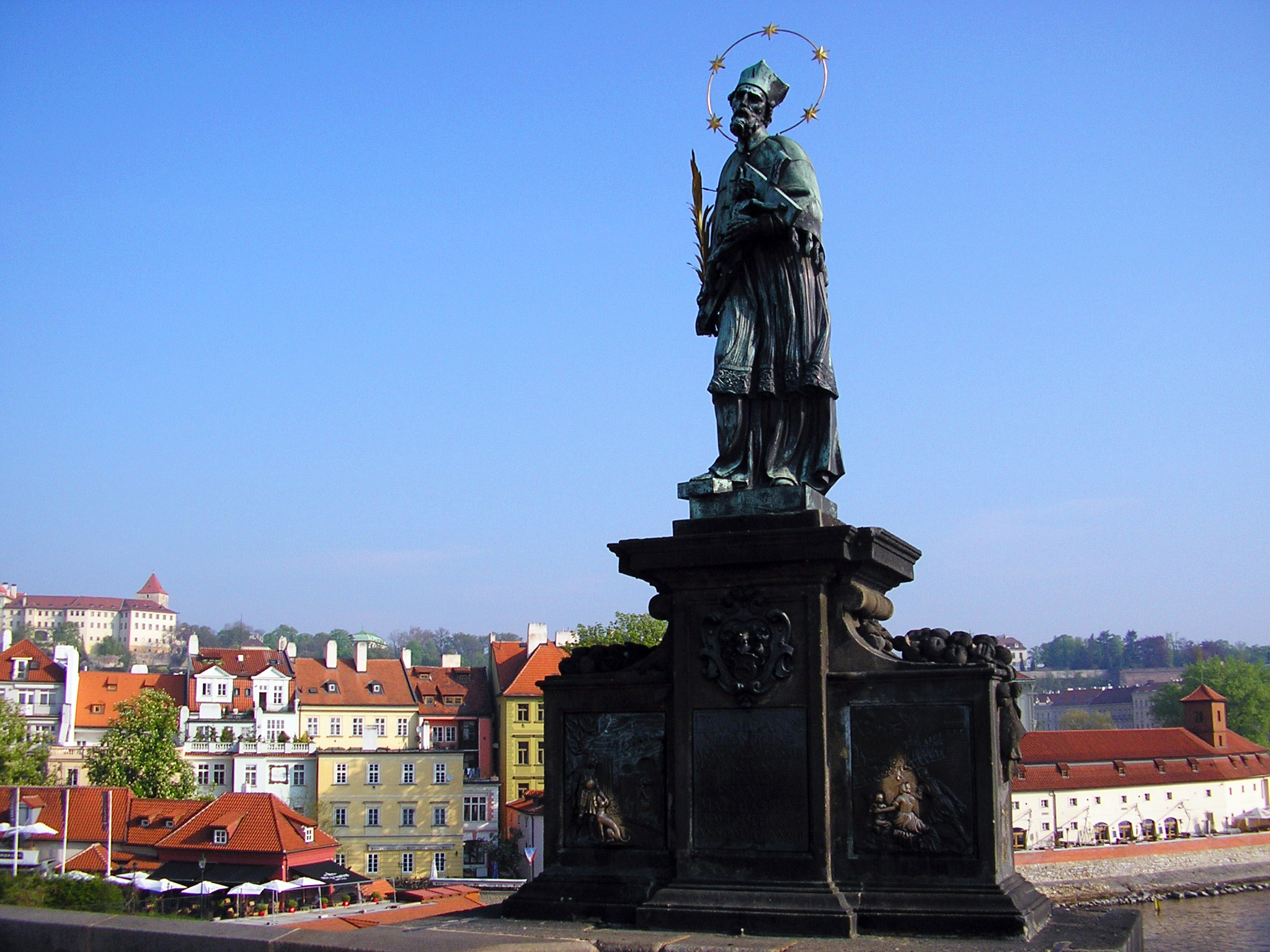
Прага, Карлів міст. Скульптор Ян Брокоф (1683)
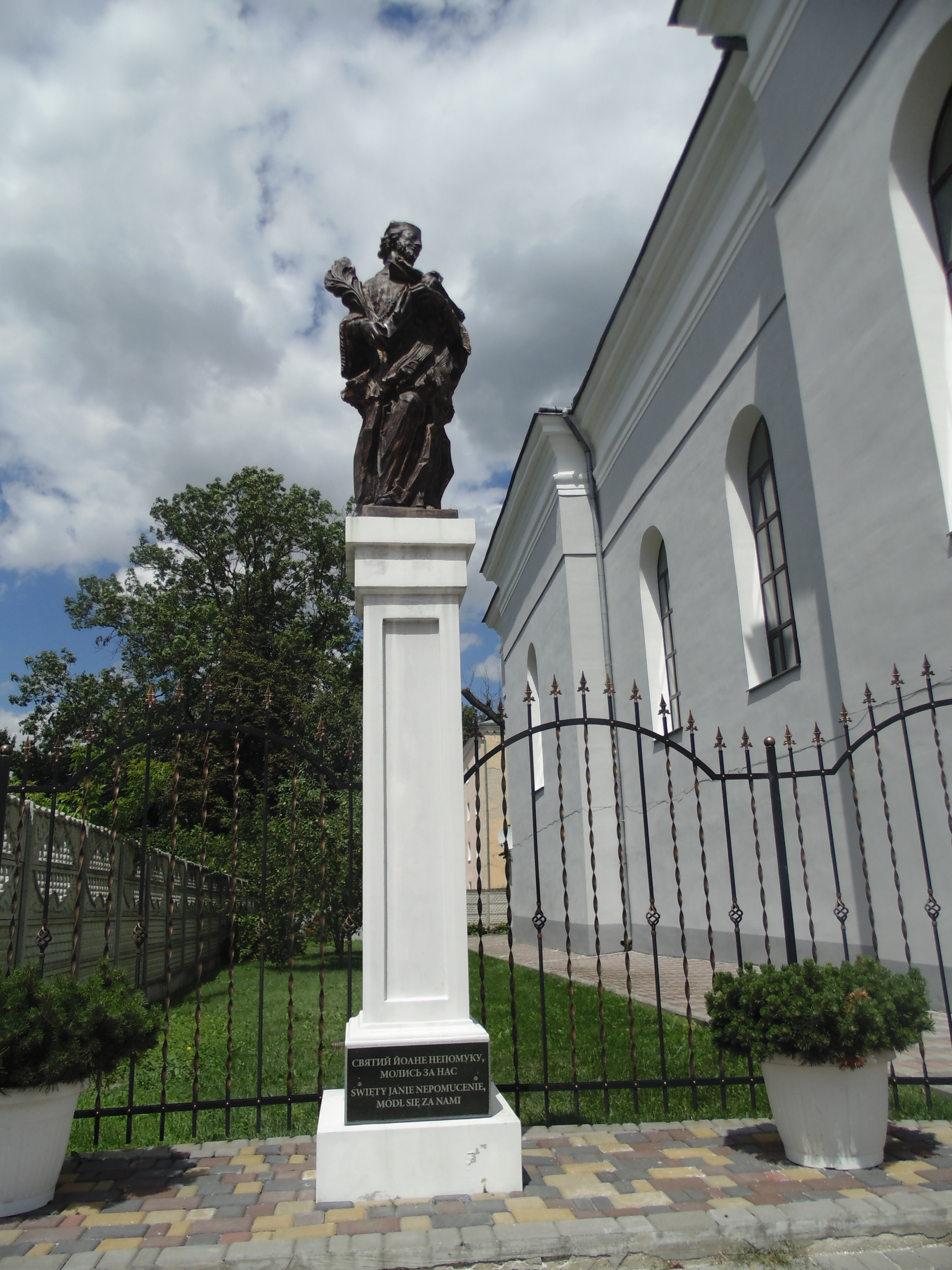
Дубно
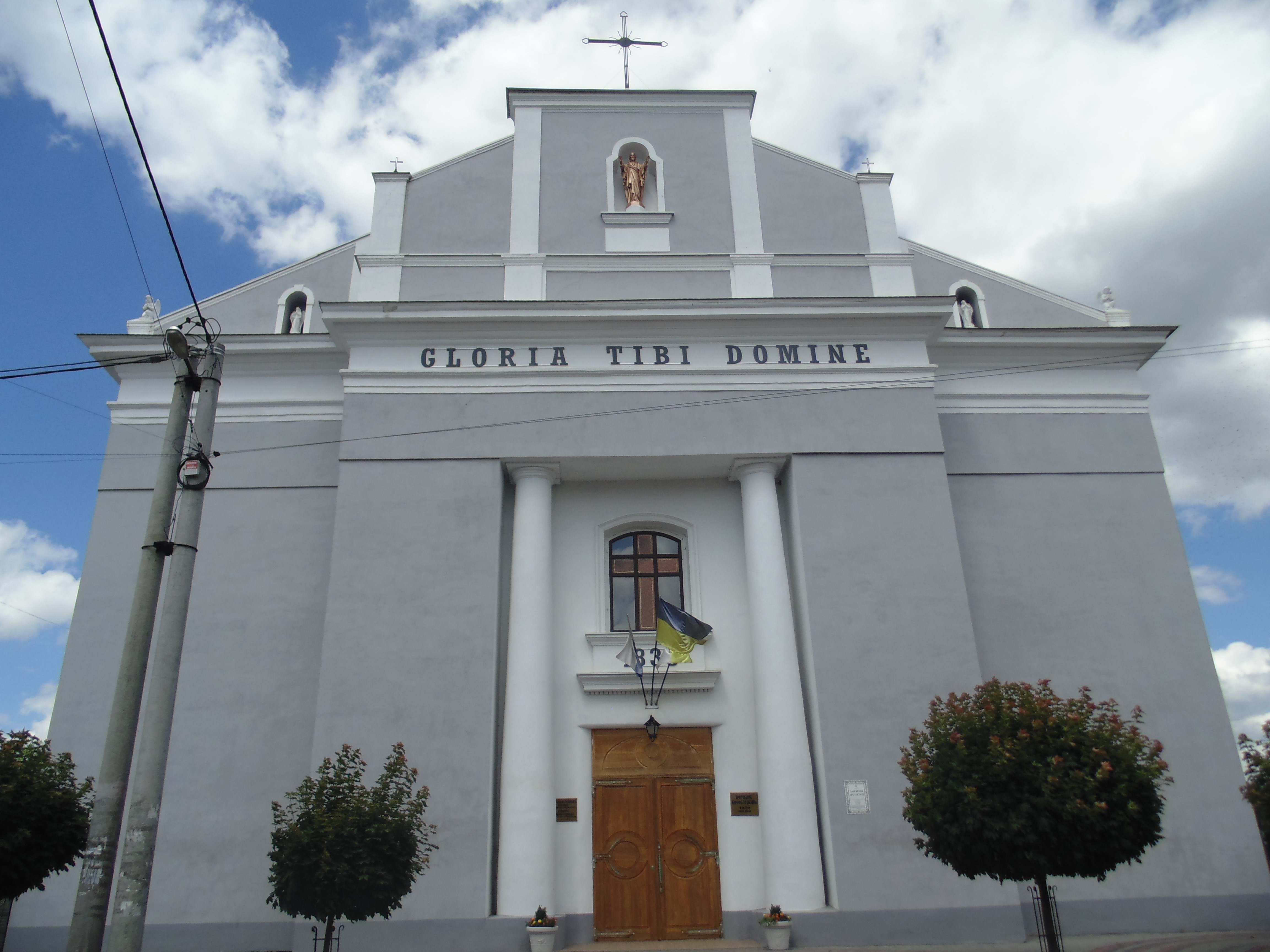
Під час окупації Дубна нацистами настоятель храму Яна Непомука Станіслав Кузьмінський рятував від смерті єврейських дітей, надаючи їм посвідки про хрещення
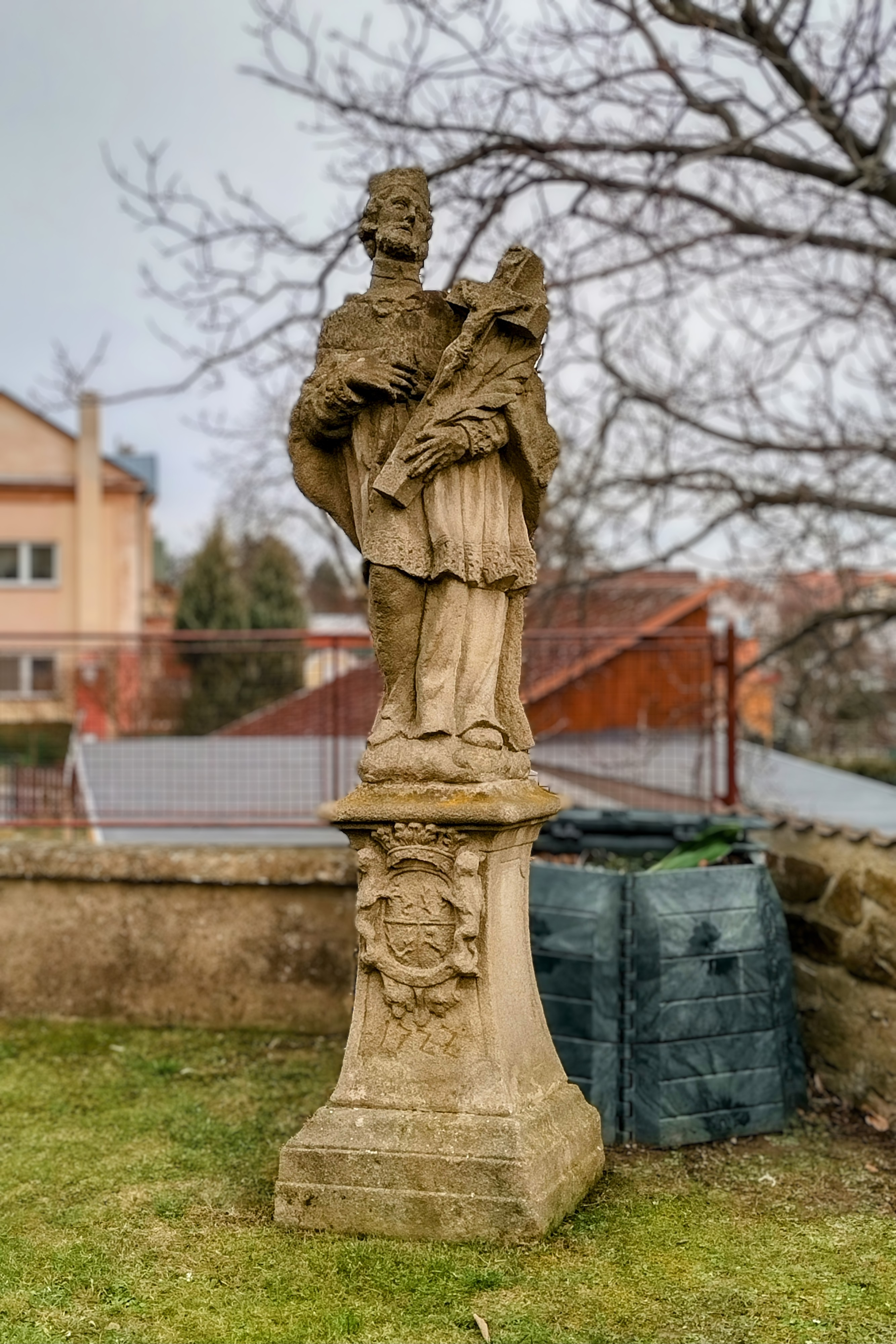
Славків (Опавський район, Чехія)
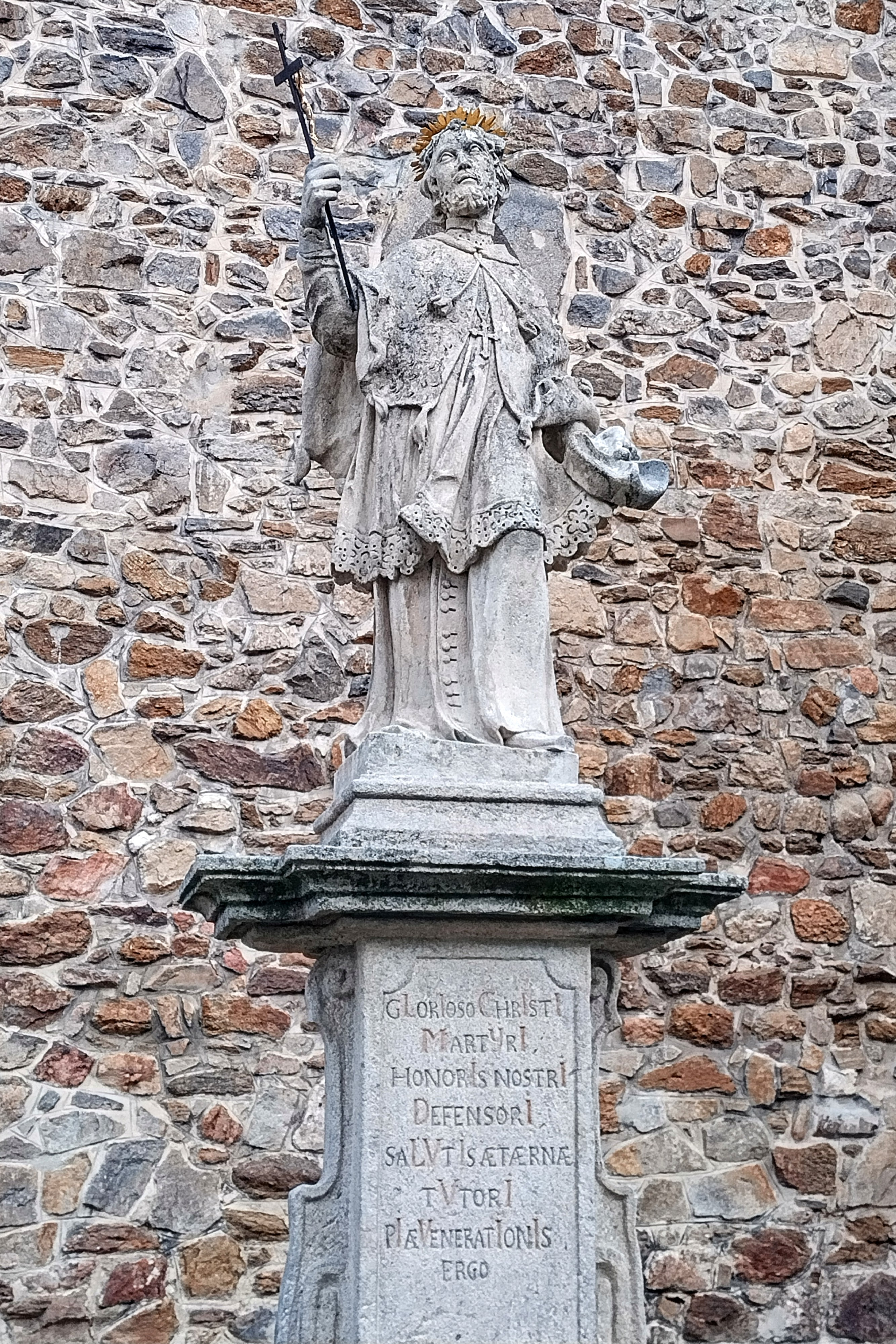
Їглава, біля костелу Св. Якова Великого
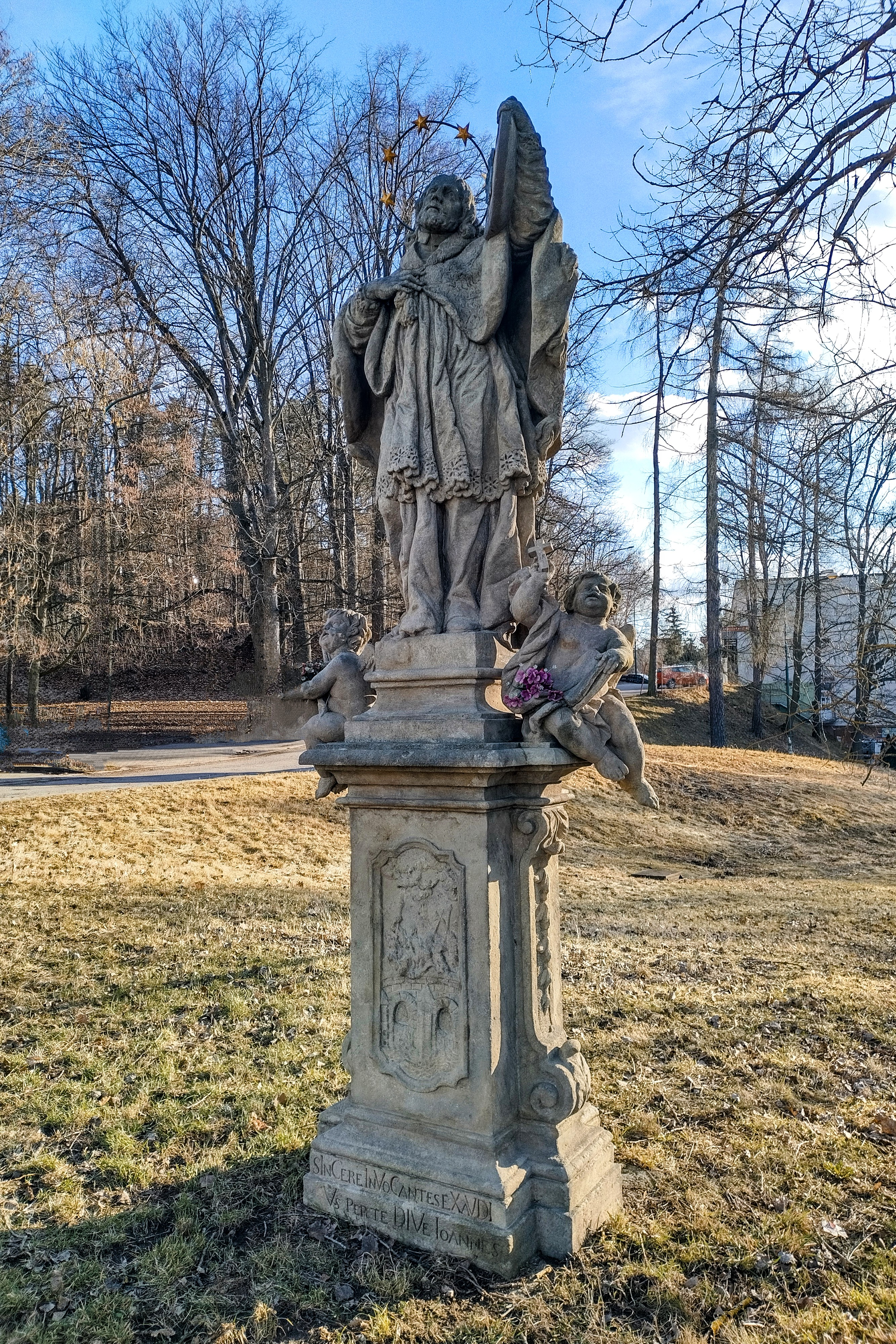
Їіглава, на вул. Окружній
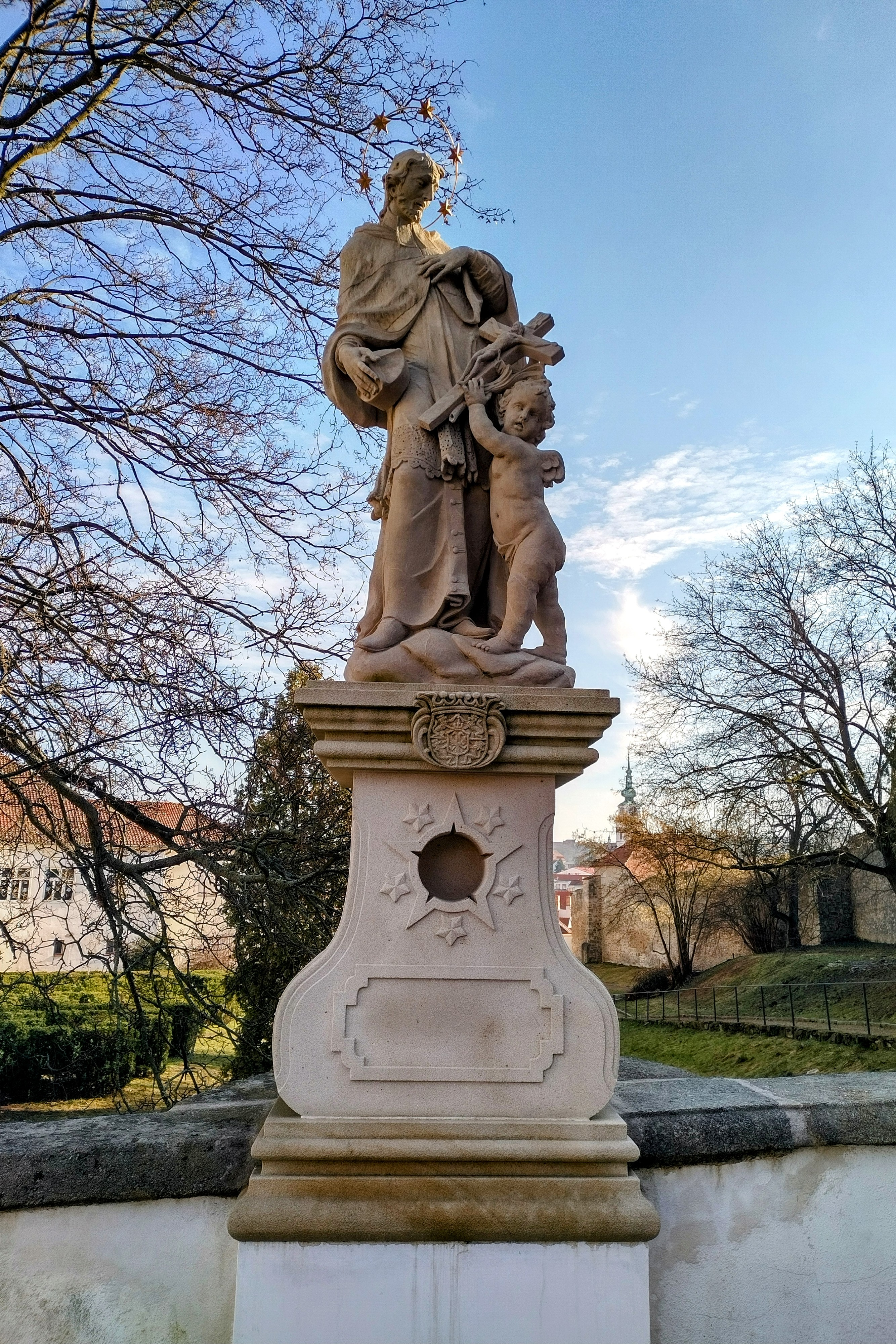
Тршебич, біля базиліки Св. Прокопа
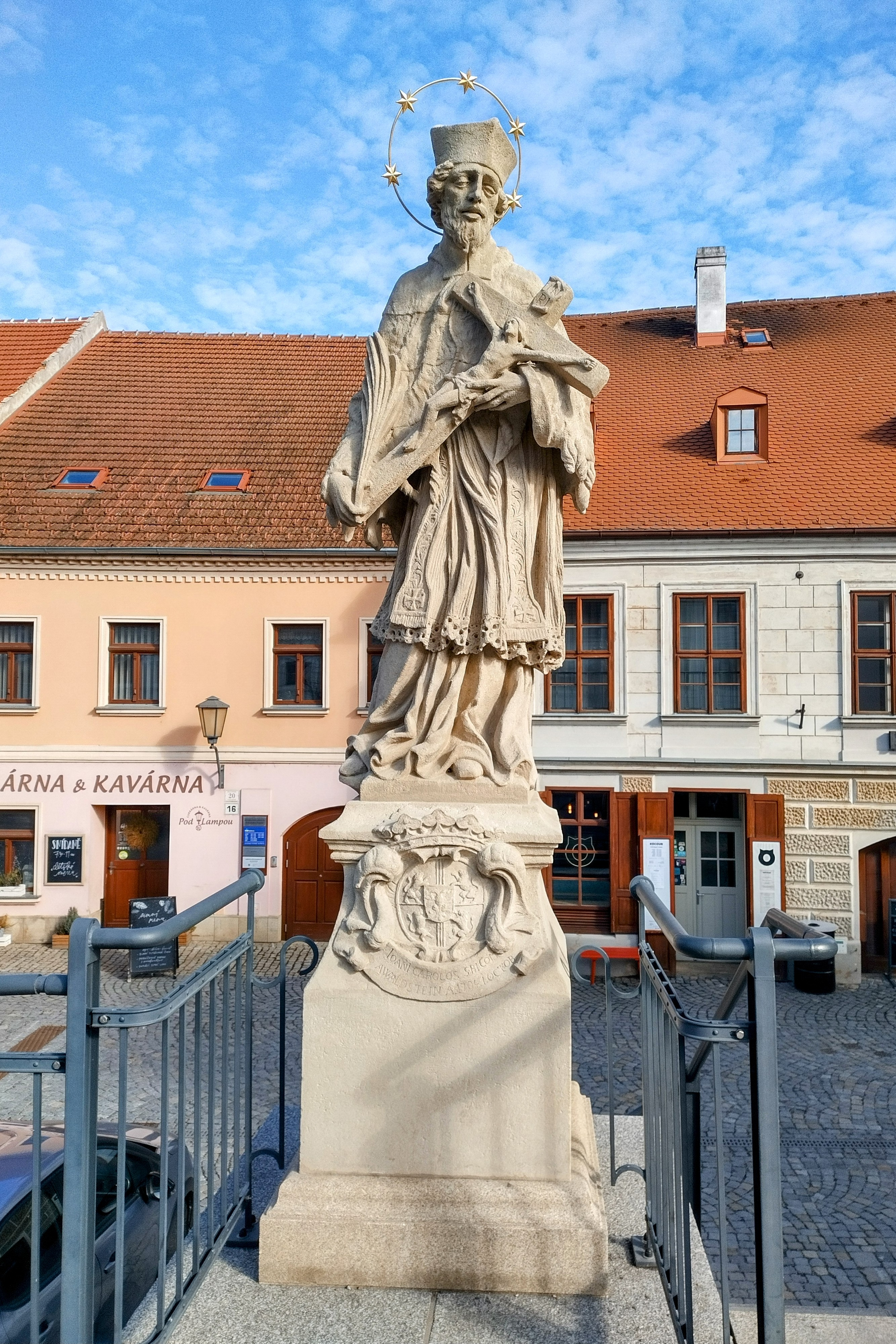
Тршебич, на Жеротинській площі
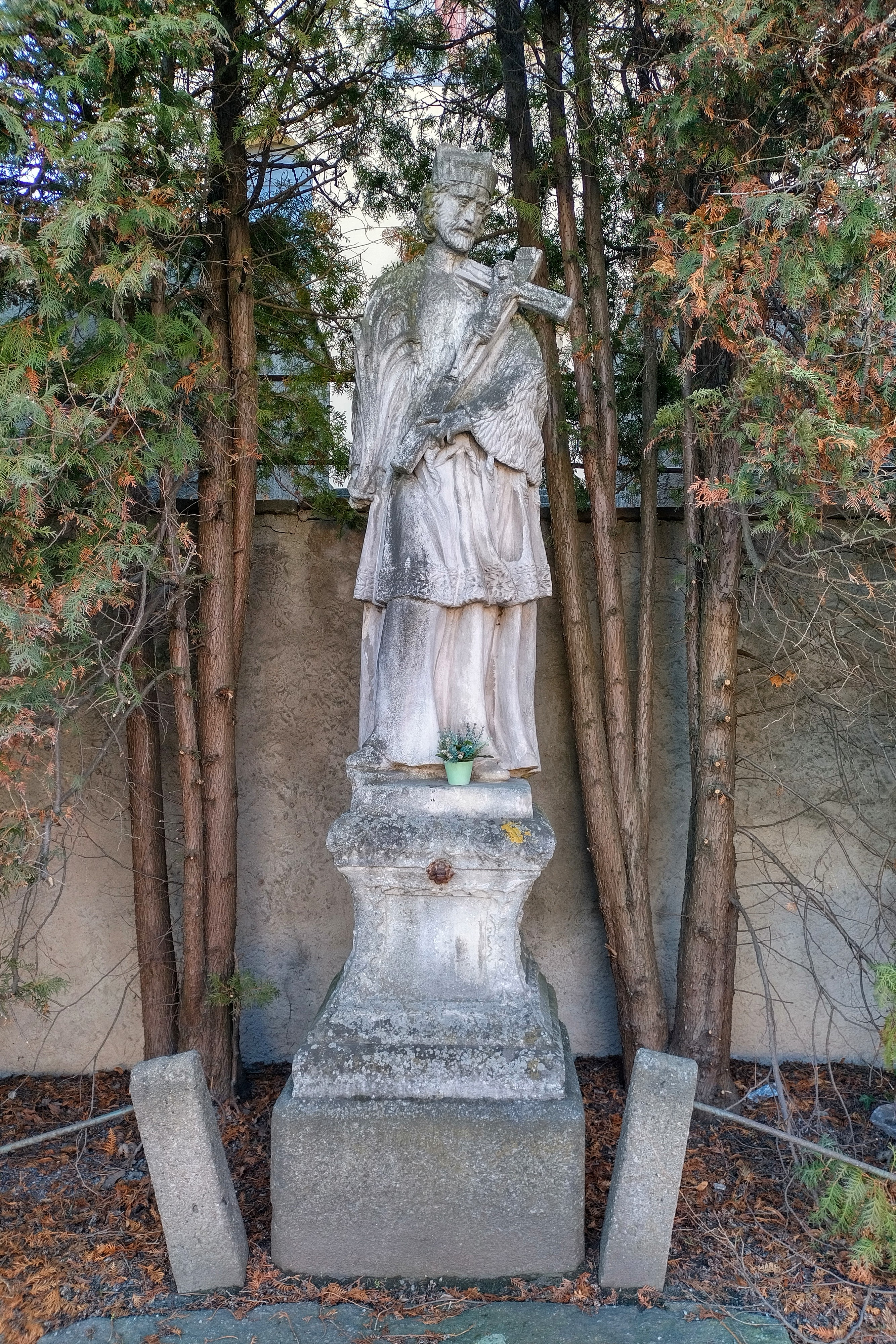
Тршебич, перед костелом Преображення Господнього
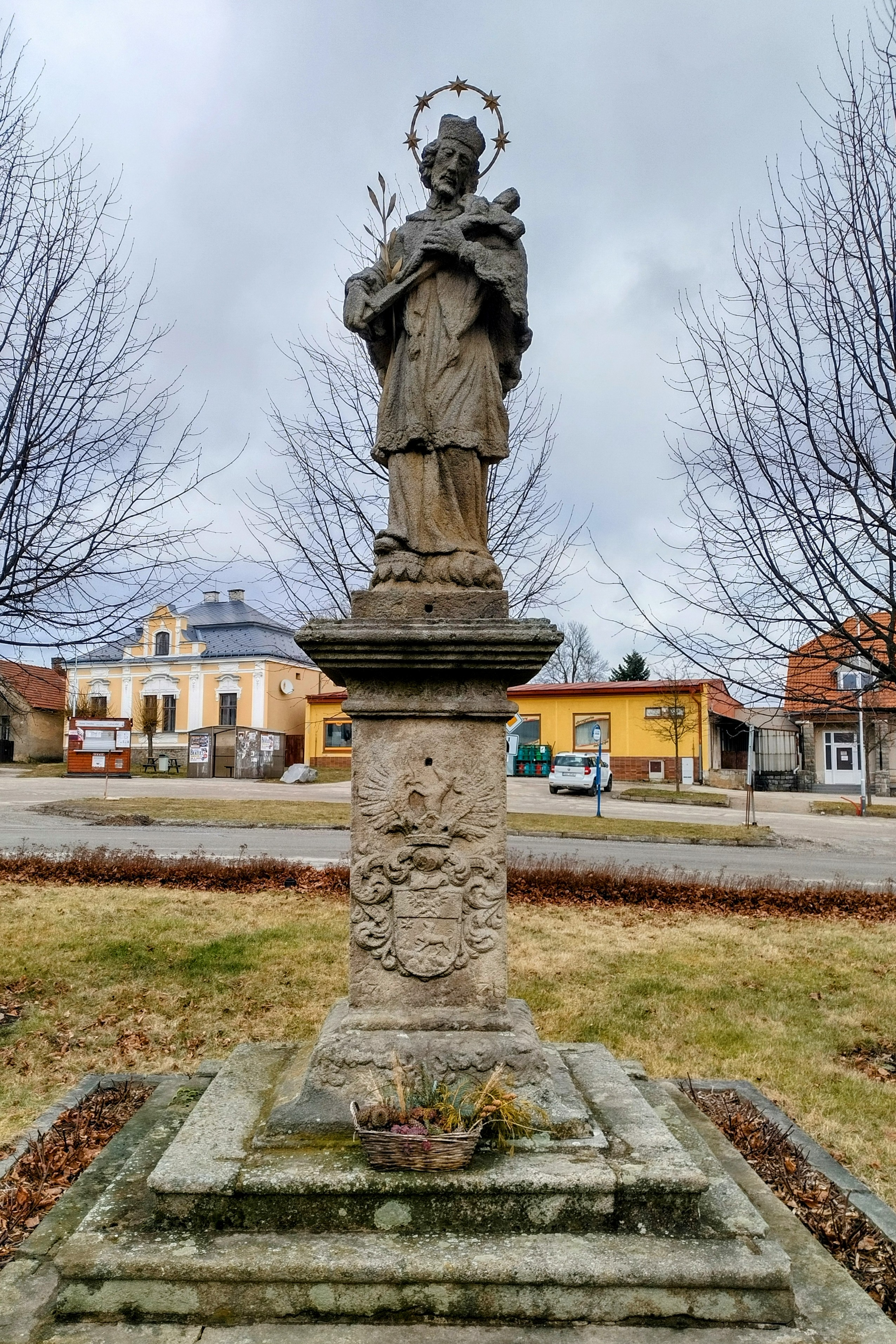
Вітряний Єніков (Чехія), перед костелом Успіння Пресвятої Богородиці
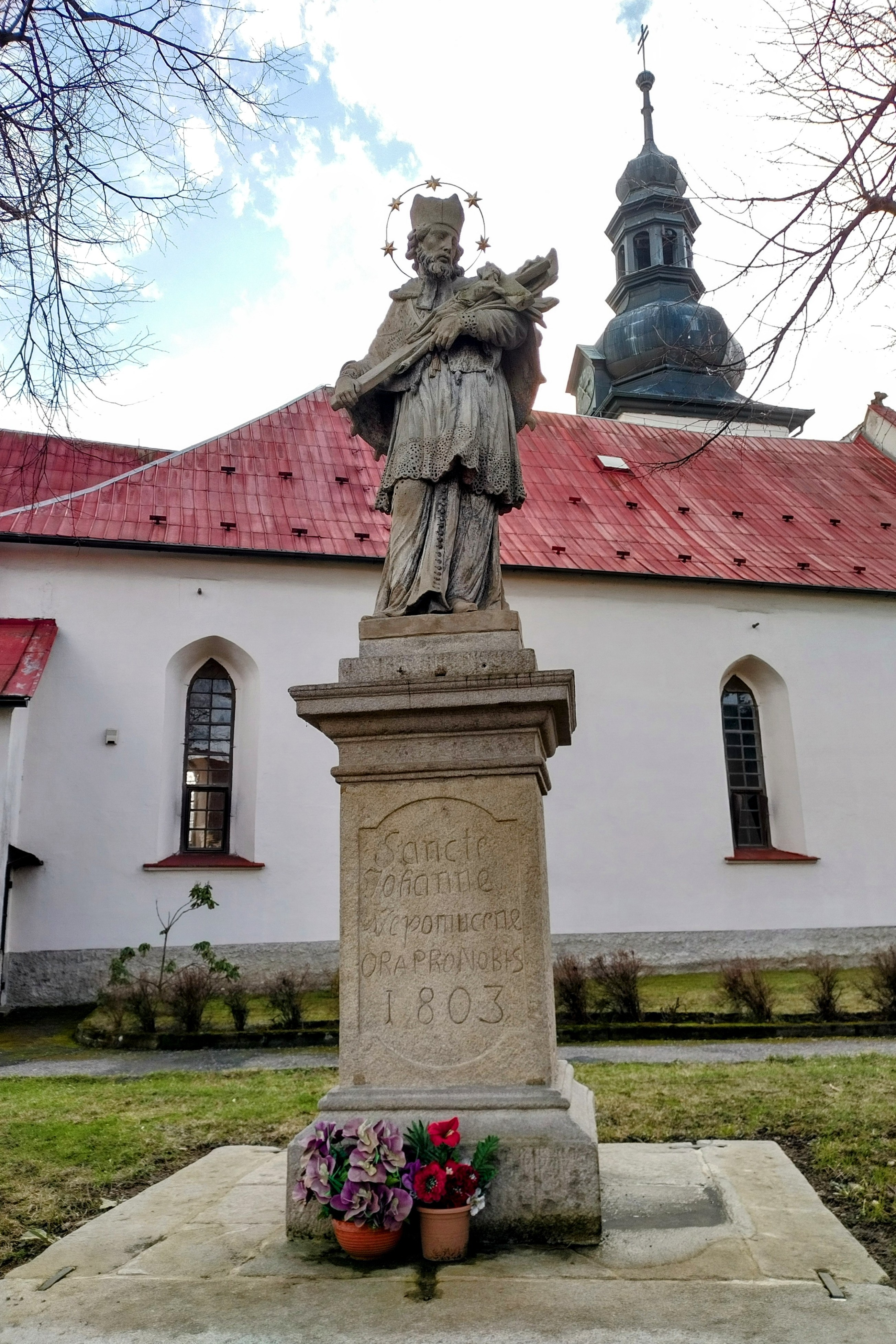
Штоки (край Височина, Чехія), біля Костелу Св. Якуба Старшого
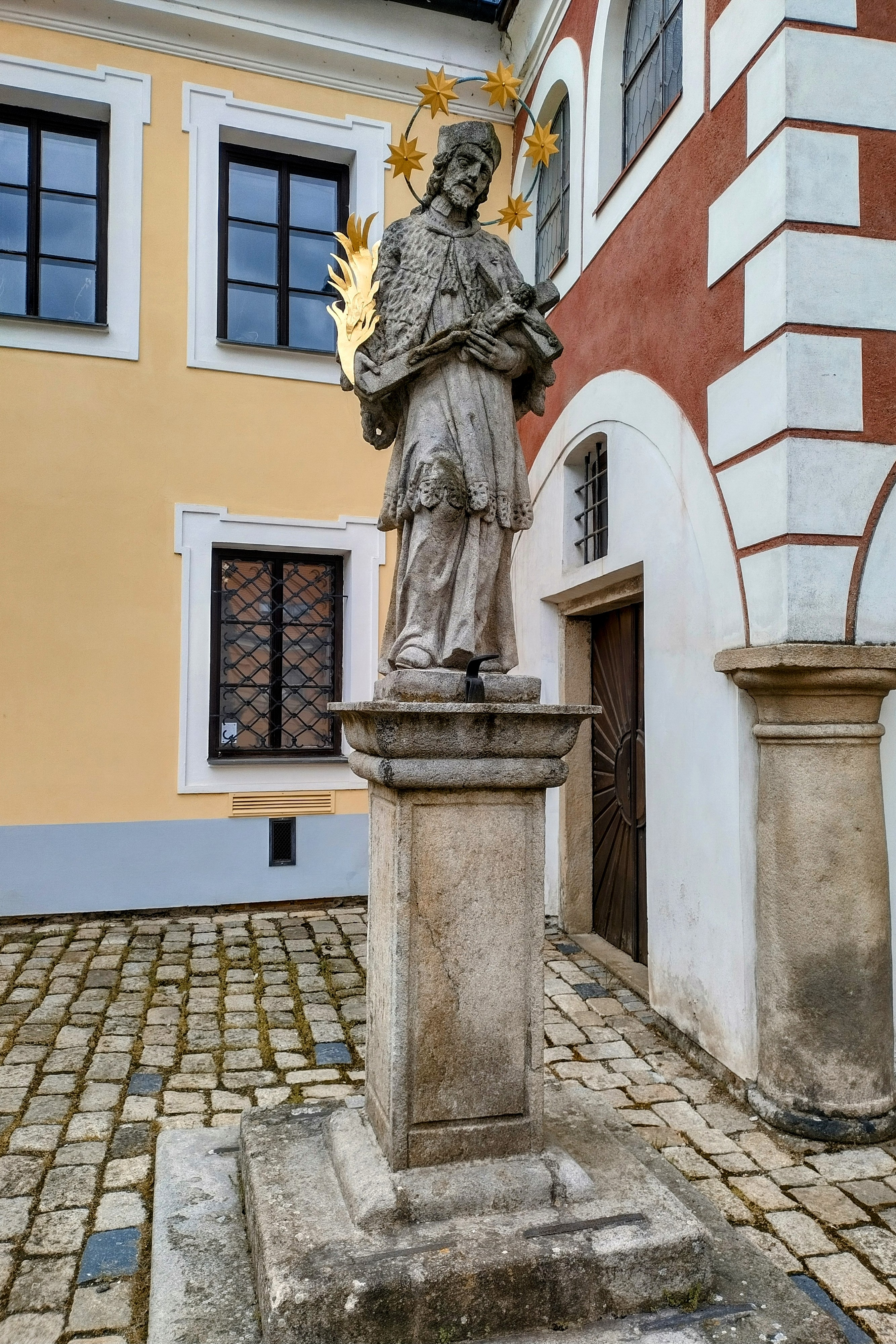
Пельгржимов, біля костелу Св. Варфоломія
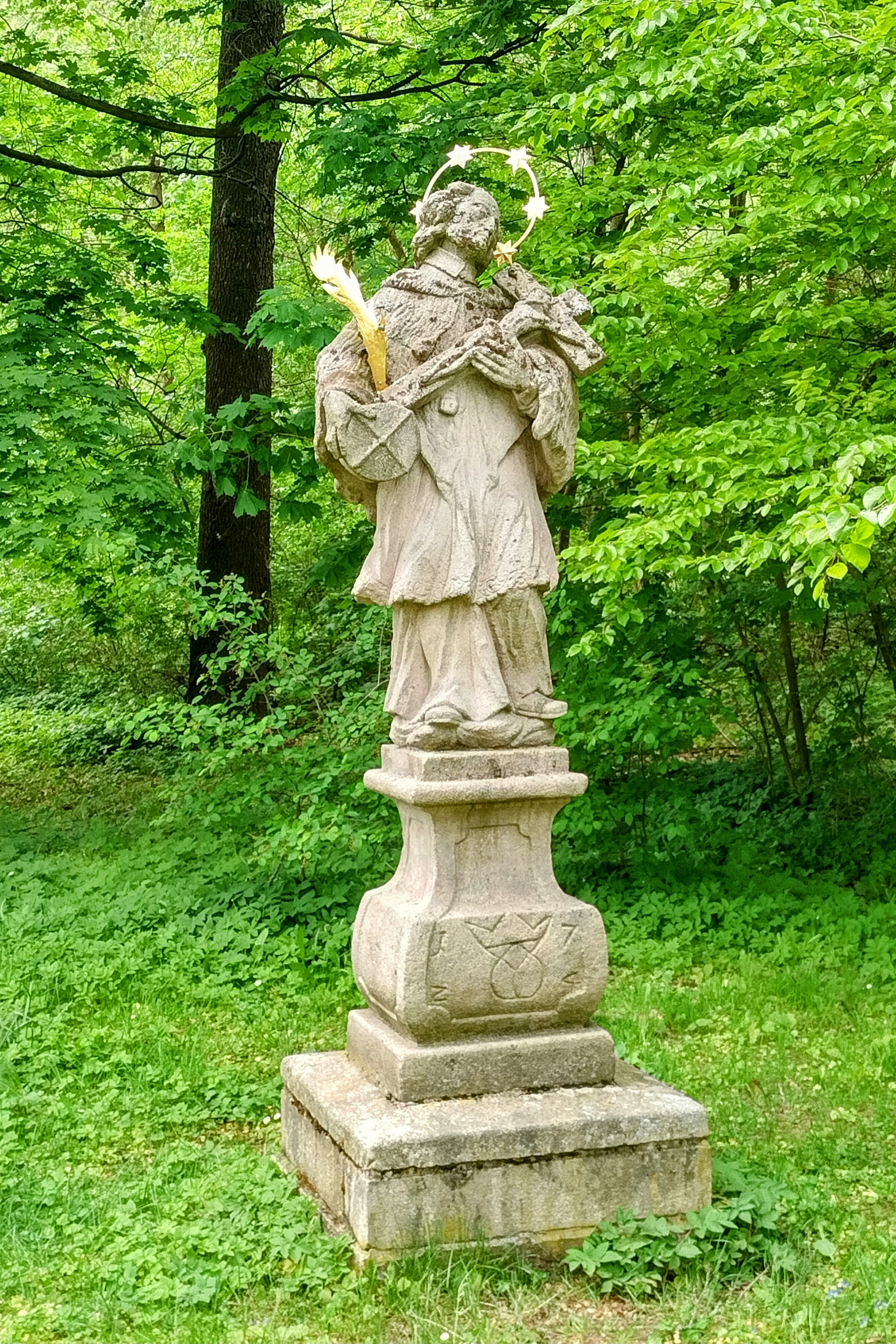
Пельгржимов, у місцевому парку
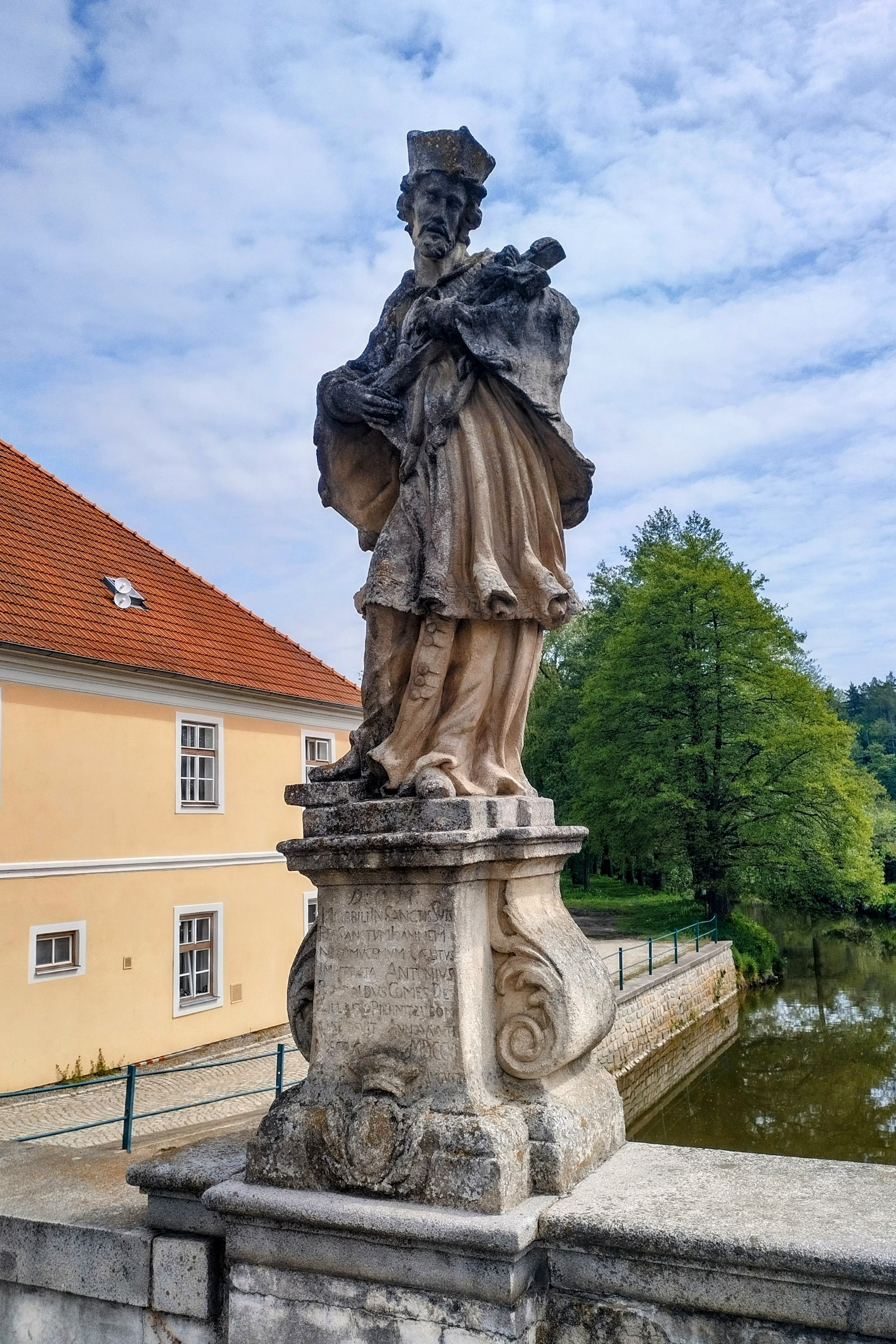
Бртніце (Чехія), на Єврейському мості
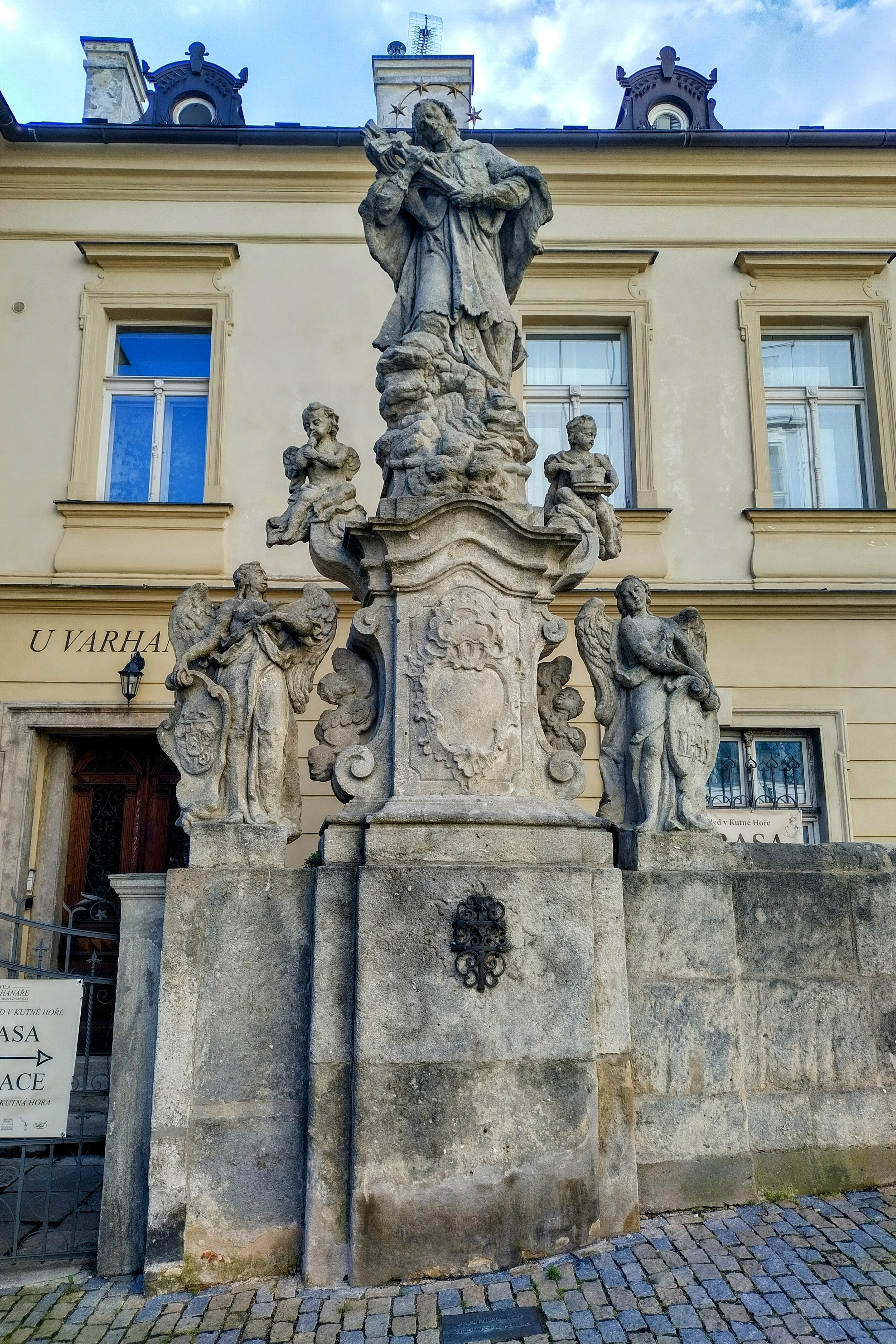
Кутна Гора
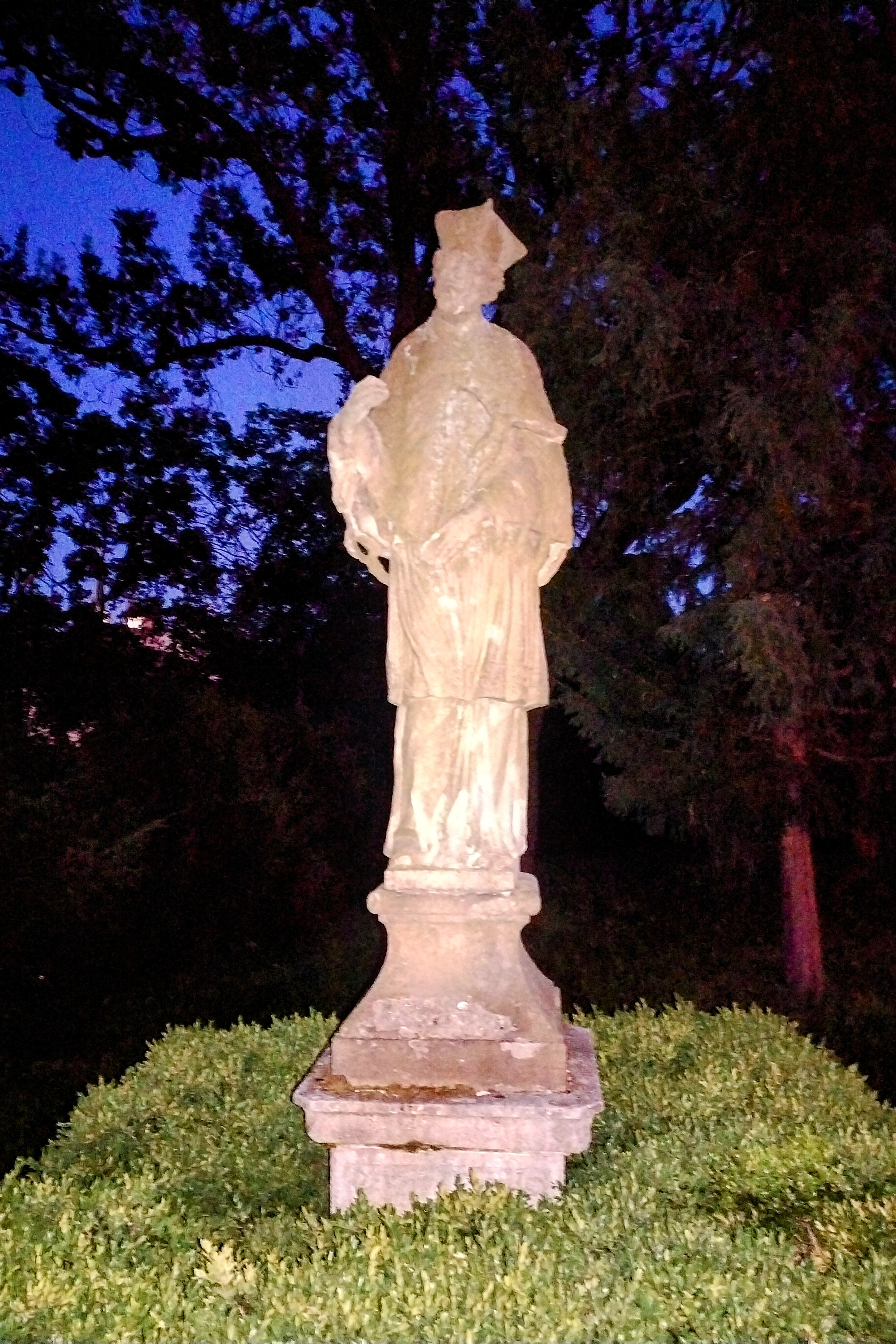
Брно, біля замку Шпільберк